# Сушина (Нижньосілезьке воєводство)
Сушина (пол. Suszyna, нім. Dürrkunzendorf) — село в Польщі, у гміні Радкув Клодзького повіту Нижньосілезького воєводства.
Населення — 233 особи (2011).
У 1975-1998 роках село належало до Валбжиського воєводства.

## Демографія
Демографічна структура станом на 31 березня 2011 року:
|          | Загалом | Допрацездатний вік | Працездатний вік | Постпрацездатний вік |
| -------- | ------- | ------------------ | ---------------- | -------------------- |
| Чоловіки | 124     | 26                 | 85               | 13                   |
| Жінки    | 109     | 19                 | 63               | 27                   |
| Разом    | 233     | 45                 | 148              | 40                   |